# Frans (Ain)
Frans es una comuna francesa del departamento de Ain, en la región de Auvernia-Ródano-Alpes.

## Demografía
| 478 | 528 | 752 | 1 000 | 1 549 | 1 848 | 1 929 | 2 087 |
| Para los censos de 1962 a 1999 la población legal corresponde a la población sin duplicidades (Fuente: INSEE [Consultar]) |     |     |       |       |       |       |       |